# (5754) 1992 FR2
1992 أف أر 2 (ويعرف أيضًا باسم (5754) 1992 أف أر 2 وفق تسمية الكوكب الصغير) (بالإنجليزية: 1992 FR2)‏ هو كويكب ضمن حزام الكويكبات؛ وترتيبه 5754 من حيث الاكتشاف.
اكتُشف هذا الجُرم الفلكي بواسطة هيروشي كانيدا في 24 مارس 1992.

## وصلات خارجية
- (5754) 1992 FR2 في قاعدة بيانات مختبر الدفع النفاث لأجرام النظام الشمسي الصغيرة

- الاكتشاف · مخطط المدار ·  العناصر المدارية · المعلمات المادية

- (5754) 1992 FR2 على موقع ويكي سكاي: DSS2, SDSS, GALEX, IRAS, Hydrogen α, X-Ray, Astrophoto, Sky Map, Articles and images